# Peter Lamont
Peter Lamont (Londen, 12 november 1929 – 18 december 2020) was een Britse artdirector, production designer, set decorator en script editor. Hij verwierf bekendheid als ontwerper van niet minder dan achttien James Bondfilms. In zijn zestigjarige carrière werd hij vier keer genomineerd voor een Oscar, waarvan hij de laatste keer ook won.
Lamont, van Schotse komaf, begon zijn professionele loopbaan omstreeks 1946 als print boy runner in de Pinewood Studios even buiten Londen. Een van zijn eerste creatieve banen was als ongecrediteerde tekenaar voor de verfilming van The Importance of Being Earnest uit 1952. Als assistent van Ken Adam leerde hij het vak van production design in de praktijk en na het definitieve vertrek van Adam naar Hollywood in 1980 nam hij diens leidinggevende rol over bij het vormgeven van de Bondfilms. In de serie van thans 22 Bondfilms zijn de enige titels waar hij niet aan meewerkte Dr. No, From Russia with Love, Tomorrow Never Dies en Quantum of Solace.
Samen met anderen werd hij genomineerd voor een Academy Award voor Beste Artdirection voor Fiddler on the Roof (1971), The Spy Who Loved Me (1977) en Aliens (1986). Hij won de prijs uiteindelijk in 1997 voor Titanic samen met Michael Ford. Zijn werk aan deze film was ook goed voor een Los Angeles Film Critics Association Award for Best Production Design. Nominaties voor een BAFTA Award for Best Production Design waren er voor Aliens, Titanic en Casino Royale.
Zijn broer Michael Lamont heeft ook gewerkt als artdirector en production designer. Peters zoon Neil is ook artdirector.

## Als artdirector
- Sleuth (1972)
- Live and Let Die (1973)
- The Man with the Golden Gun (1974)
- The Dove (1974)
- Inside Out (1975)
- The Seven-Per-Cent Solution (1976)
- The Spy Who Loved Me (1977)
- The Boys from Brazil (1978)
- Sphinx (1981)

## Als production designer
- Aliens (1986)
- Consuming Passions (1989)
- Licence to Kill (1989)
- Eve of Destruction (1991)
- True Lies (1994)
- GoldenEye (1995)
- Titanic (1997)
- Wing Commander (1999)
- Die Another Day (2002)
- Casino Royale (2006)

## Als setdecorator
- Thunderball (1965)
- On Her Majesty's Secret Service (1969)
- Diamonds Are Forever (1971)
- Fiddler on the Roof (1971)